# 蜂煮
蜂煮（はちに）は、関西出身の日本のBL漫画家。女性。

## 経歴
- 2022年
  - 7月25日、arca comics vol.40にて商業デビュー、ボーイズラブ漫画「うみのお城」第1話配信開始（全5話）[1]
- 2023年
  - 5月25日、arca comics vol.45 にて新連載、ボーイズラブ漫画「ゆうちゃん」第1話配信開始[2]
  - 6月23日、初の単行本「うみのお城」デジタル版・紙書籍同時刊行[1]
- 2024年
  - 1月25日、「ゆうちゃん」第5話（最終話）
  - 7月19日、自身のX（旧Twitter）にて「うみのお城」「ゆうちゃん」電子版の配信が7月31日をもって配信終了、他の出版社より新装版の配信を予定していることを発表した[3]
  - 10月28日、株式会社ヒーローズ 新BLレーベル「Re;zz」先行コミックスとして「ゆうちゃん」単行本が11月28日、「うみのお城 電子新装版」が12月25日に発売されることが発表された[4]
  - 11月28日、「ゆうちゃん」単行本・電子書籍同時発売
  - 12月25日「うみのお城 電子新装版」電子書籍発売
- 2025年
  - 4月29日、「てんある」第1話 同日創刊のウェブマガジンRe;zzにて連載開始

## 書籍
- うみのお城（arca comics 2023年6月23日 - 単行本）[1]
- ゆうちゃん（Re;zz 2024年11月28日 - 単行本・電子書籍）
- うみのお城 電子新装版（Re;zz 2024年12月25日 - 電子書籍）

## その他
- 2024年ちるちるにて7月26日〜8月12日に行われた「BLキャラクター総選挙2024」に「うみのお城」より主人公の深井海がプリンセスオブ受け部門にノミネートされた
- 2024年10月に新たにリリースされたBLレーベル「Re;zz（リズ）」の創刊に先駆けて2ヶ月連続で「ゆうちゃん」「うみのお城 電子新装版」をリリース[5]
- 2024年 「ゆうちゃん」にてコミコミオブザイヤー「各版元ベストコミックス部門（ヒーローズ）」受賞[6]